# Surbiton Trophy 2022
Die Surbiton Trophy 2022 war ein Tennisturnier der ITF Women’s World Tennis Tour für Damen und ein Tennisturnier der ATP Challenger Tour 2022 für Herren in Surbiton. Beide Turniere fanden zeitgleich vom 30. Mai bis 5. Juni 2022 statt.